# Carl von Königsmarck
Carl Hans Konstantin Graf von Königsmarck (* 17. Mai 1839 in Konstantinopel, Osmanisches Reich; † 1. April 1910 in Berlin) war Gutsbesitzer und Mitglied des Reichstags des Norddeutschen Bundes.

## Leben
Carl von Königsmarck war der Sohn des preußischen Gesandten in Konstantinopel Hans Karl Albert Graf von Königsmarck. Er besuchte das Gymnasium U. L. Frauen in Magdeburg, das Französische Gymnasium in Berlin, die Ritterakademie in Brandenburg an der Havel und studierte in Bonn und Berlin Rechtswissenschaften. Danach war er Auskultator beim Stadtgericht in Berlin und beim Kreisgericht in Brandenburg. Ihm gehörte das Schloss Plaue und das Lehngut Netzeband, einer mecklenburgischen Exklave in Brandenburg. Ferner war er Rittergutsbesitzer in Kamnitz.
1867 war er Mitglied des Reichstags des Norddeutschen Bundes für den Wahlkreis Marienwerder 7 (Schlochau, Flatow) und die Konservative Partei. Seit 1877 vertrat er die Familie Königsmarck im Preußischen Herrenhaus. Zudem war Königsmarck Schlosshauptmann zu Rheinsberg.

## Familie

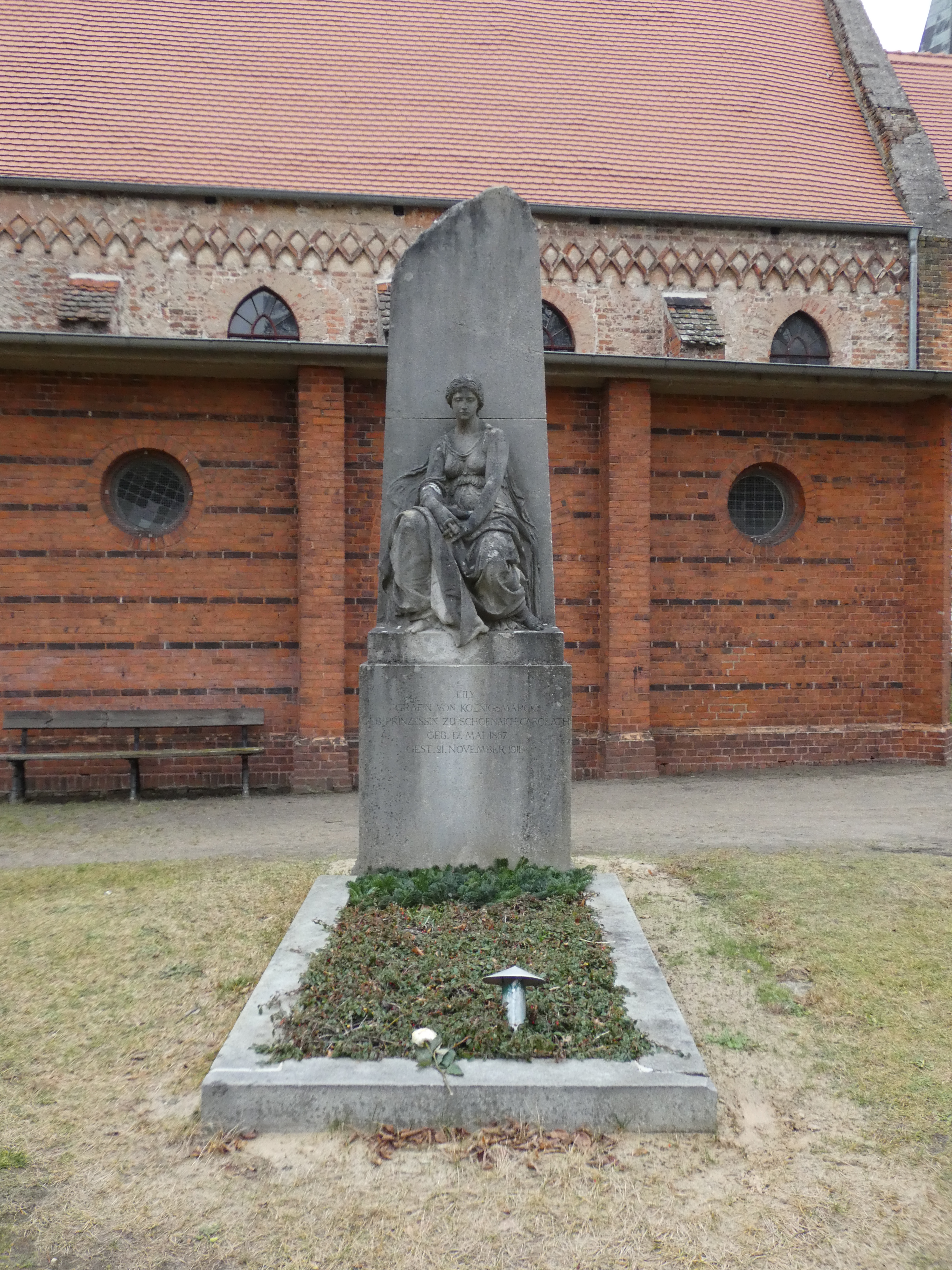
Das Grabmal von Lily Gräfin von Königsmarck vor der Königsmarck-Gruft in Brandenburg-Plaue

Er war zweimal verheiratet, seine erste Ehefrau wurde am 20. Juli 1864 Leontine von Sayn-Wittgenstein-Sayn (1843–1924). Das Paar hatte mehrere Kinder:
- Hans Adolf Erwein Max (1865–1943) ⚭ Prinzessin Karoline Elisabeth Oktavie Sibylla Margarete („Lily“) von Schoenaich-Carolath (1867–1911), Eltern: Karl zu Carolath-Beuthen u. Karoline zu Hatzfeldt
- Alexandrine Jenny Marie Elisabeth (1866–1965) ⚭ Prinz Alfred Bernhard Johannes Howard Gurney Leszczyc von Radolinski (* 1864)
- Alice Sophie Ferdinand Agnes (* 1867) ⚭ Moritz von Bissing (1844–1917), preußischer Generaloberst
- Eleonore Caroline Marie Elisabeth (* 1869)
- Marie-Jenny Luise Helene (* 1875)

⚭ Hugo von Eickstedt
⚭ Graf Karl Richard Andreas von Kanitz-Podangen (1862–1946)
Er heiratete am 8. Januar 1901 Paula von Geißler (1869–1946), eine Tochter des preußischen Generalleutnants Heinrich von Geißler. Das Paar hatten folgende Kinder:
- Hedwig Carola Alice Wilhelmin (* 1903) ⚭ 1934 Hans-Carl von Maltzahn
- Joachim Carl Heinrich Adolf Hugo (1904–1965) ⚭ 1938 Siegrid von Werthern (* 1916)
- Freda (1905–1994) ⚭ 1938 Theodor Eyring Sigmund Detlof Wilhelm Wolfram Max von Rotenhan (1908–1944)